# Olof Wibergh
Johan Olof Wibergh, född 29 december 1890 i Stockholm, död 7 april 1962, var en svensk pianist och pianopedagog.
Efter studier vid Kungliga musikkonservatoriet i Stockholm fortsatte Wibergh sina studier bland annat för Emil von Sauer i Wien. Han debuterade i Stockholm 1914 och var lärare vid konservatoriet från 1928 fram till 1956. Han erhöll 1938 professors namn. Olof Wibergh blev 1935 ledamot av Musikaliska akademien och tilldelades 1942 Litteris et Artibus.
Olof Wibergh var son till Julius Wibergh.